# CAG OSAKA
CAG OSAKA（シーエージー オオサカ、CAG）は、大阪を活動拠点とする日本のプロeスポーツチーム。格闘ゲーム部門、レインボーシックス シージ部門などを持つ。格闘ゲーム部門は「EVO2019」のドラゴンボールファイターズ部門や「ARC WORLD TOUR FINALS 2022」のDNF Duel部門で世界一。ブロードメディアの子会社であるブロードメディアeスポーツが運営している。
2016年9月に「CYCLOPS athlete gaming」として発足し、2017年時点ではFIFA部門もあった。レインボーシックス シージでは、2023年時点で2020年以降日本で唯一世界大会「Six Invitational」へ出場し、世界大会「RE:L0:AD 2025」では準優勝を達成した。また、国際チャリテイー大会「Gamers Without Borders」では2020年と2023年に優勝し。2024年3月7日にチーム正式名称を「CAG OSAKA」へ改名している。

## 沿革

### 2016年
- 9月、CYCLOPS athlete gaming発足。

### 2021年
- 4月、『上新電機』とのスポンサー契約を締結[10]
- 7月、『株式会社プリンストン』とのスポンサー契約を締結[11][12]

### 2022年
- 7月、『マウスコンピューター』とのスポンサー契約を締結[13][14]

### 2023年
- 1月、『株式会社ハイホー』とのスポンサー契約を締結[15][16]
- 5月、「Gamers Without Borders 2023 - Korea & Japan」に出場し、優勝[17]

### 2024年
- 3月7日、チーム名を「CYCLOPS athlete gaming」から「CAG OSAKA」へ改名し、合わせてロゴも刷新[8][9]。

## 現在活動している部門

### 格闘ゲーム部門
| プレイヤー名 | 役割       | 配信サイト      | 備考 |
| ------------ | ---------- | --------------- | ---- |
| GO1          | プレイヤー | Twitch、YouTube |      |
| フェンリっち | プレイヤー | Twitch、YouTube |      |
| えいた       | プレイヤー | Twitch、YouTube |      |
| うりょ       | プレイヤー | Twitch、YouTube |      |

### Rainbow Six Siege部門
| プレイヤー名 | 役割       | 配信サイト | 備考 |
| ------------ | ---------- | ---------- | ---- |
| Anitun       | プレイヤー | YouTube    |      |
| ちびす       | プレイヤー |            |      |
| ShuReap      | プレイヤー |            |      |
| Sironeko     | プレイヤー |            |      |
| SuzuC        | プレイヤー |            |      |
| DD           | プレイヤー |            |      |
| KYON         | プレイヤー | YouTube    |      |

### PUBG MOBILE部門
| プレイヤー名 | 役割       | 配信サイト | 備考 |
| ------------ | ---------- | ---------- | ---- |
| てゃん       | プレイヤー |            |      |

### EA Sports FC部門
| プレイヤー名 | 役割       | 配信サイト | 備考 |
| ------------ | ---------- | ---------- | ---- |
| 黒豆         | プレイヤー |            |      |

### ストリーマー部門
| プレイヤー名 | 役割         | 配信サイト      | 備考 |
| ------------ | ------------ | --------------- | ---- |
| にこちゃん   | ストリーマー | YouTube、Mildom |      |
| MAOxox       | ストリーマー | Twitch          |      |